# Villardompardo
Villardompardo település Spanyolországban, Jaén tartományban. Villardompardo Escañuela községgel határos. Lakosainak száma 921 fő (2024).

## Népesség
A település népessége az elmúlt években az alábbi módon változott:
| Lakosok száma | 1246 | 1176 | 1161 | 1132 | 1101 | 1054 | 1001 | 965  | 935  | 921  |
|               | 2001 | 2004 | 2007 | 2009 | 2012 | 2014 | 2017 | 2019 | 2022 | 2024 |